# Cyanea grimesiana
Cyanea grimesiana är en klockväxtart som beskrevs av Charles Gaudichaud-Beaupré. Cyanea grimesiana ingår i släktet Cyanea, och familjen klockväxter.

## Underarter
Arten delas in i följande underarter:
- C. g. grimesiana
- C. g. obatae

## Bildgalleri

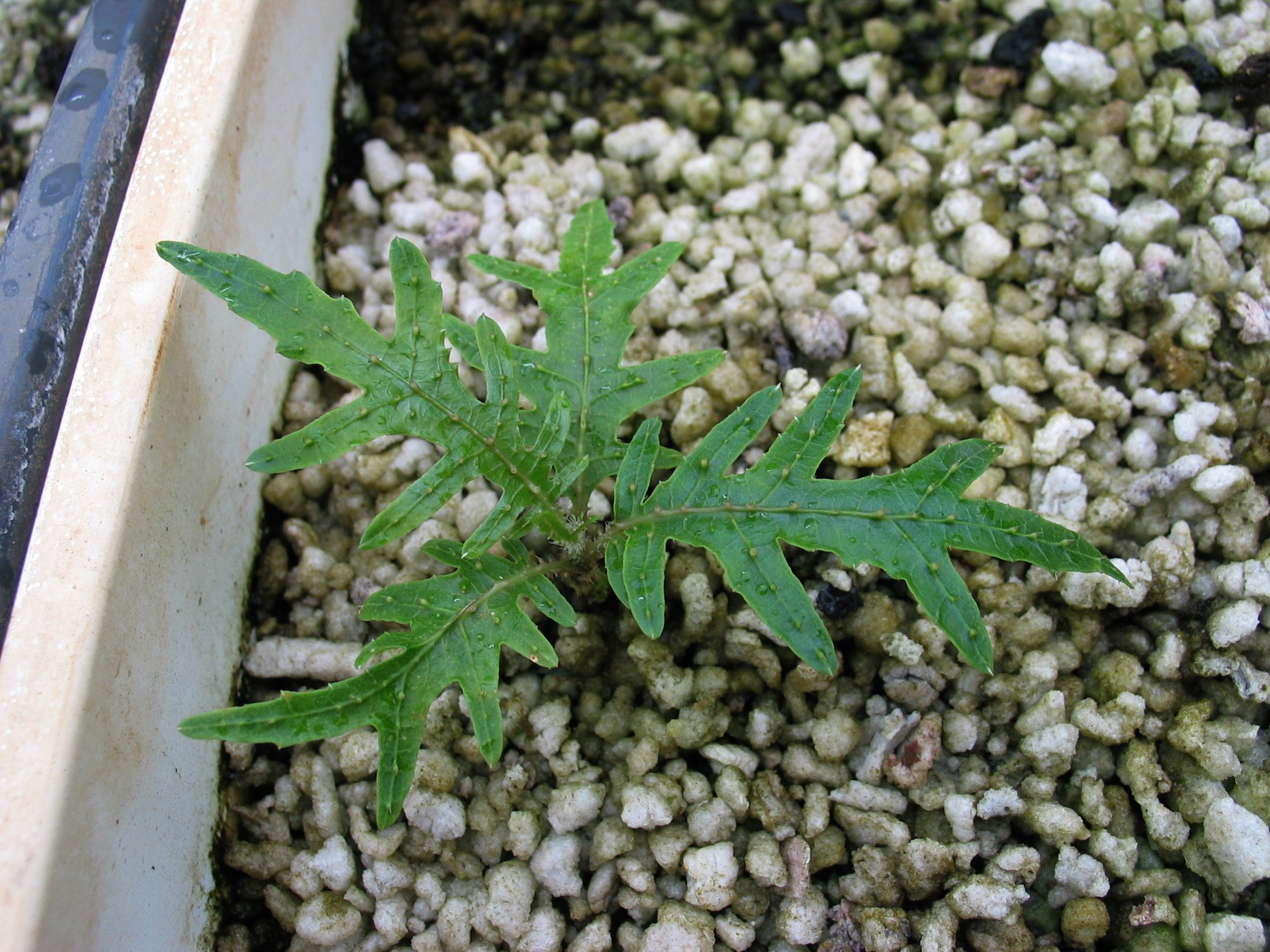